# Комітіні
Комітіні (італ. Comitini, сиц. Cumitini) — муніципалітет в Італії, у регіоні Сицилія,  провінція Агрідженто.

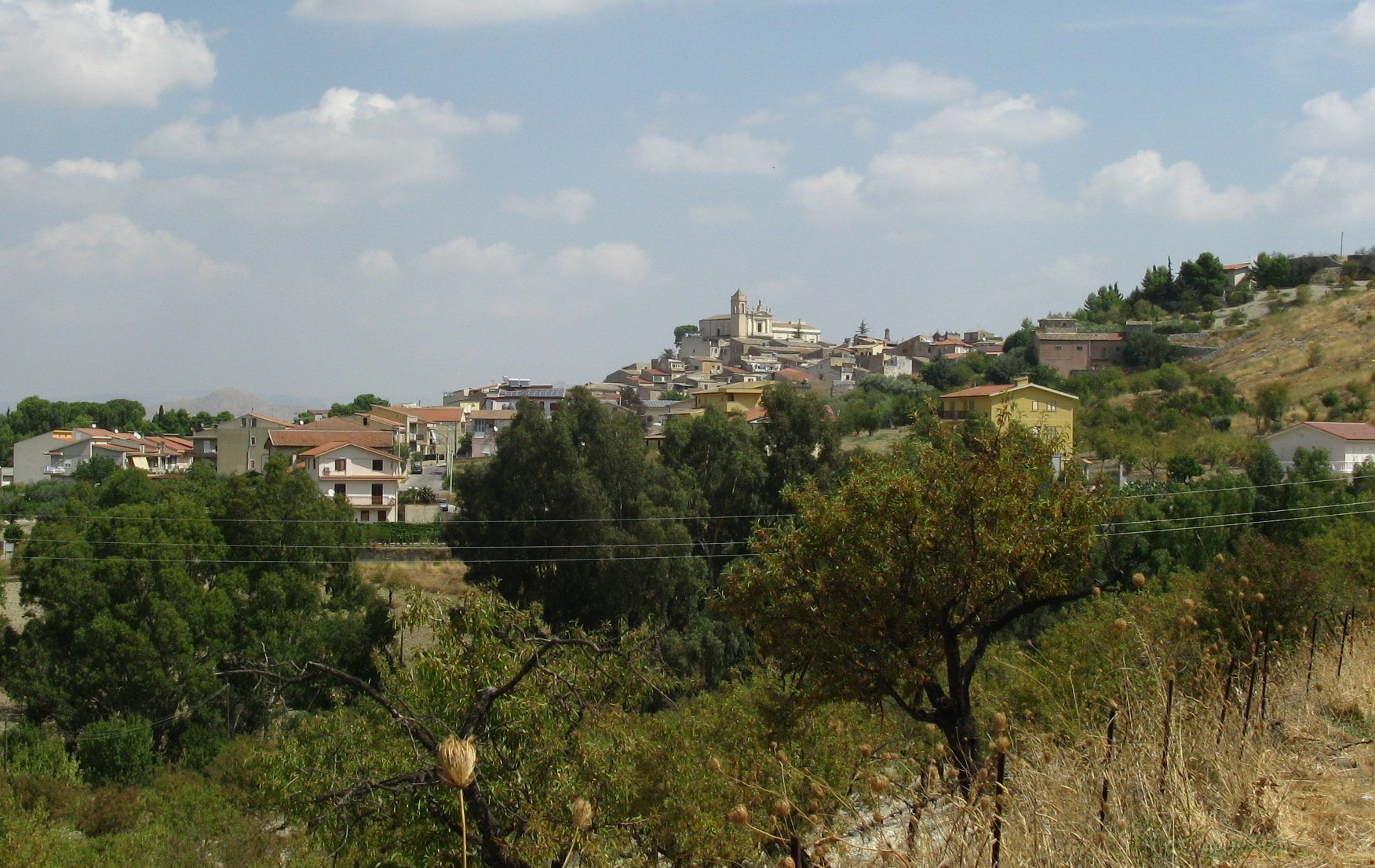

Комітіні розташоване на відстані близько 510 км на південь від Рима, 85 км на південь від Палермо, 11 км на північний схід від Агрідженто.
Населення — 947 осіб (2014).
Щорічний фестиваль відбувається 25 липня. Покровитель — San Giacomo.

## Демографія
Населення за роками:

Станом на 1 січня 2023 року в муніципалітеті офіційно проживало 35 іноземців з 12 країн, серед них 9 громадян країн Євросоюзу.

## Сусідні муніципалітети
- Арагона
- Фавара
- Гротте